# サイフッディーン・ガーズィー
サイフッディーン・ガーズィー（アラビア語: سيف الدين غازي بن عماد الدين زنكي ابن آقسنقر Sayf al-Dīn Ghāzī b. ‘Imād al-Dīn Zankī ibn Āq-Sunqur、1106年/1107年 - 1149年）は、ザンギー朝の祖であるモースル及びアレッポを所領としたセルジューク朝のアミール、アターベク・ザンギーの長男。ヌールッディーンの兄。四弟クトブッディーン・マウドゥードを継いだその息子もサイフッディーン・ガーズィーというため、彼自身をサイフッディーン・ガーズィー1世とも呼ぶ。

## 生涯
1143年、父ザンギーがセルジューク朝第12代君主のスルタン・マスウード（在位1134年 - 1152年）の命令によってルハー（エデッサ、エデッサ伯国）征服に派遣された際に、スルタン・マスウードからもうひとつ要求されていた宮廷への伺候義務に父の名代として、サイフッディーン・カーズィーはマスウードのもとに出仕している。
1146年にジャズィーラ地方の安定化のためバールベクから戻った父ザンギーがジャアバル城塞攻略中に近習のひとりヤルンカシュによって暗殺された。ザンギーは後継者の選定をせずに亡くなったため、誰が後継者となるかは流動的であった。ザンギーの領有地域の後継者候補にはアミールたちやザンギーの息子たち、ザンギーによってモースルの領主に推戴されていたセルジューク朝君主マフムードの息子アルプ・アルスラーンがいたが、ザンギー麾下のアミールたちはほとんどがサイフッディーンか弟のヌールッディーンのもとに帰参してしまい、アルプ・アルスラーンはモスルでザンギーの近臣に殺害された。
一方、彼の弟ヌールッディーンはアレッポの支配を継承した。この年にサイフッディーンのもとに弟のヌールッディーンが訪れ、抱擁・号泣して和解し、兄サイフッディーンを年長者としてその命に帰服したという。ヌールッディーンは同1146年10月から11月に父ザンギーの死によって一時支配を離れたルハーを再度征服し、ザンギーを殺害したヤルンカシュがダマスクス付近で捕らえられアレッポに送られると、ヤルンカシュをサイフッディーンのいるモースルに移送し、サイフッディーンはこれを処刑した。
1148年の第2回十字軍の際、彼はブーリー朝のアタベク・ムイーヌッディーン・ウヌルの救援要請に応えてヌールッディーンとともに南に進軍し、ダマスカス防衛を助けた（ダマスカス包囲戦）。サイフッディーンはムイーヌッディーンと別個に十字軍側に撤退するよう交渉を行い、十字軍側にバーニヤースを獲得させて撤退させている。一方でヌールッディーンは自ら率いるアレッポの軍とダマスクス軍と合同して十字軍諸侯領に侵攻し、戦利品を獲得すると兄サイフッディーン、セルジューク朝スルターン・マスウード、アッバース朝第31代カリフ・ムクタフィーに贈っている。
彼は1149年に熱病によって死去した。彼の後モースルとジャズィーラの支配権はクトブッディーン・マウドゥードが受け継ぎ、以後この地域はマウドゥードの子孫によって支配された。

## 人物・業績・評価
イブン・アル＝アシール『完史』によると、サイフッディーンは勇敢かつ知的で、気前が良く、2日に1回は兵士たちと食事を共にしていたという。また、軍装に関して統一的な基準を設け、それが近隣の諸侯にも広まったことも述べられている。建築に関して言えば、ハーンカーとアタベキーヤ・モスクをモスルに建てている。